# Isodon rubescens
Isodon rubescens là một loài thực vật có hoa trong họ Hoa môi. Loài này được (Hemsl.) H.Hara mô tả khoa học đầu tiên năm 1985.